# セウタ
セウタ（Ceuta イギリス: [ˈsjuːtə] スペイン語: [ˈθewta] ;ベルベル語:Sebta;アラビア語: سَبْتَة）は、アフリカ大陸の北岸に位置するスペインの自治都市。
モロッコに隣接し、地中海と大西洋の境界線に沿って位置する。メリリャとともにアフリカ大陸にあるスペインの都市のうちの1つである。1995年3月14日まではカディス県の一部であった。1995年3月14日にセウタとメリリャの両方に自治権規約が制定された。
セウタはメリリャやカナリア諸島と同様に、スペインが欧州連合に加盟する前は自由港として分類されていた。セウタの人口は、キリスト教徒、イスラム教徒、少数のセファルディム系ユダヤ人、現代のパキスタンから来たシンディ系ヒンズー教徒で構成されている。
公用語はスペイン語。また、人口の40 - 50％がモロッコ出身者であるため、アラビア語モロッコ方言も話されている。

## 地理

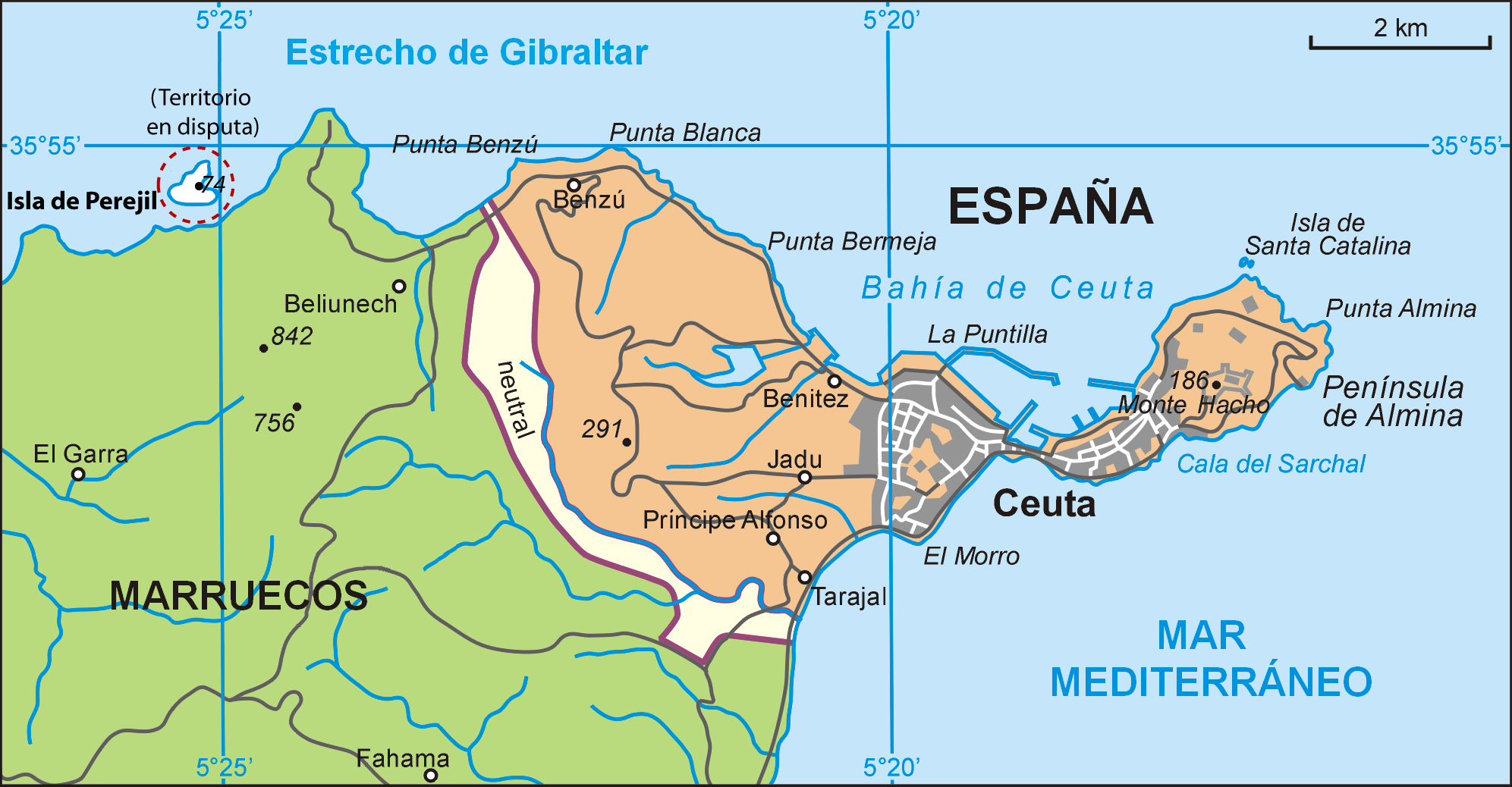
セウタの地図

スペイン軍が駐留するモンテ・アチョ の周辺に町が広がっている。沖合いの小島、サンタ・カタリーナ島も含まれている。ギリシャ神話に登場するヘラクレスの柱は、モンテ・アチョか、セウタから西数kmのモロッコ領のジュベル・ミュザのことではないかと考えられている。地中海性気候である。三方を海に囲まれているため夏と冬が温暖で、降雨は不定期である。
アフリカ大陸の旧スペイン領モロッコの一部にあたるため、メリリャ共々、スペインの植民地（海外領土）と言われることがあるが、スペイン政府は本土と同等の領土と見做している。
なお、1954年に独立したモロッコは、メリリャなどと共に領有を主張しているが、スペイン側は固有の領土として応じていない。

## 由来
セウタの名は、7人兄弟（の城）（七つの丘のこと）を意味すセプテム・フラトレス（ラテン語: Septem Fratres) から派生したとされる。

## 歴史
セウタは海上交通また軍事上の要衝として、重視されてきた。紀元前7世紀にはフェニキア人が定住地を築き、アビラと呼んだ。その後この地を占領したギリシャ人は、Hepta Adelphoiと呼んだ。紀元前319年にはカルタゴが支配下においた。紀元前201年、第二次ポエニ戦争でカルタゴが降伏すると、街はヌミディアへ割譲された。紀元前47年にはマウレタニア領となった。紀元後40年、カリグラ帝がマウレタニアを併合し、ローマ属州マウレタニア・ティンギタナの都市になった。このときの名はセプティムという。5世紀半ばにはローマ人の手を離れヴァンダル人の支配に帰したが、ユスティニアヌス1世時代に将軍ベリサリウスが占領し、東ローマ帝国領となった。

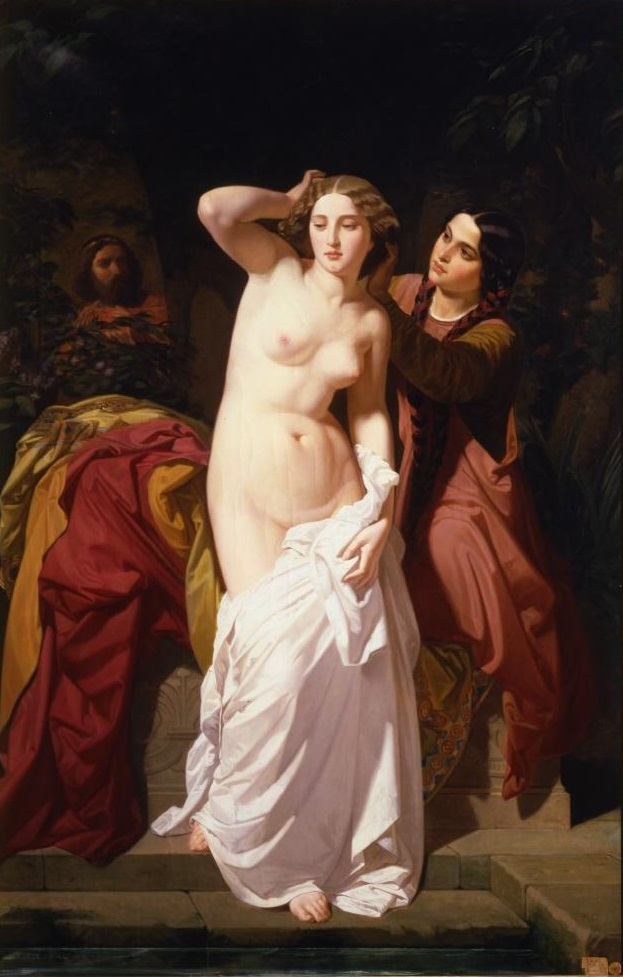
水浴するフロリンダ・ラ＝カヴァ
彼女が西ゴート王に凌辱されたことがイスラム勢力のスペイン侵攻に繋がった

710年にイスラム系のウマイヤ朝が侵攻すると、当時の西ゴート王国のセウタ伯ユリアヌスは寝返り、ウマイヤ朝軍に対してスペイン侵略を説いた。アラブ側史料によれば、その背景としてユリアヌスの娘であるフロリンダ・ラ＝カヴァが西ゴート王ロデリックに凌辱されたことによる怨恨があると言われている。セウタはまもなくイスラム軍のイベリア半島攻撃の拠点となった。ユリアヌスの死後、セウタの支配はイスラム側に帰した。
788年、モロッコのイドリース朝がセウタを占領した。931年、後ウマイヤ朝のアブド・アッラフマーン3世がイベリア半島にあったカリフ領を征服した。その後、グラナダ王国とフェズ王国の係争地となり、カスティーリャ王国とアラゴン王国がセウタ攻略に介入することがたびたびあった。
1415年にエンリケ航海王子がセウタを奪取し、セウタはポルトガル王国領となった。この攻撃の目的は、この地域一帯からイスラム勢力を駆逐し、キリスト教を振興することにあった。ポルトガル領だった名残は、セウタの紋章がポルトガル王国の国章に酷似している点に表れている。
1580年、ポルトガルのアヴィス王朝が断絶した後、アブスブルゴ朝スペインのフェリペ2世がポルトガル王位を継承し、セウタはスペイン領となった。1668年1月1日のリスボン条約でポルトガルの独立が再び認められた際、セウタは正式にポルトガルからスペインに割譲された。
18世紀から、ジブラルタルを攻略したイギリス海軍が海から、陸からはアラウィー朝がセウタを脅かした。18世紀には4度、モロッコによって包囲されている。1925年にはカディス県から分離された。1936年にスペイン内戦が勃発すると、軍が蜂起し大した抵抗もなく全権を掌握した。1956年のモロッコ独立に際して、セウタ周辺のスペイン領モロッコはモロッコ領となったが、セウタはメリリャとともにスペイン領で残された。
現代では、セウタはその国際的な性質と、類を見ないヨーロッパの影響で知られ、このため観光客を集めている。
1995年から現在まで、セウタの行政的地位は、スペインの自治権をもつ地方行政区である。セウタはヨーロッパ連合に加盟した一地域になっている。セウタはスペインが1986年にヨーロッパ連合に加盟するまでは自由港だった。現在では欧州通貨システムの中での減税システムをもっている。
モロッコは、スペインがジブラルタルを自国の領土だと主張していることと対比させて、カナリア諸島ならびに自国領土に隣接するセウタおよびメリリャの編入を求めているが、スペイン政府も、セウタ、メリリャの両住民もこれを拒否している。これは、イギリスの海外領土であるジブラルタルが連合王国の一部であったことはないのに対し、セウタとメリリャはスペイン国の一部であることに論拠を置いている。
2007年11月5日、スペイン国王フアン・カルロス1世と王妃ソフィアが公式にセウタを訪問した。これに対してモロッコ政府は駐スペイン特命全権大使を召還したため、両国の関係に緊張を招くこととなった。

## 住民
スペイン系のキリスト教徒、モロッコ出身者が多数を占めるイスラム教徒の他、ユダヤ人、そして少数のパキスタン人やインド人が暮らす。

## 交通
スペイン本土のアルヘシラスなどの都市との間には、フェリー便が頻繁に運航されている。また、モロッコの隣接地とはバスや自動車で結ばれている。
モロッコ、セウタ間の国境検問所は、モロッコ人の通勤のため、朝はモロッコからセウタ方向、夕方はその逆方向が混雑する。

## 経済
セウタ経済は第三次産業に偏っている。農業や牧畜業はごくわずかに行われ、第一次産業で重要なのは漁業となっている。起伏の多い地形、水資源、エネルギー、原材料の不足がセウタの発展を妨げている。第二次産業および建設業は、土地が少ないことから限られている。

## 移民の経由地
近隣の飛び地領メリリャと伴に、サブサハラアフリカ諸国出身の移民が、ヨーロッパ入りを目指す際の経由地になっている。2017年1月1日の例では、モロッコ側から800人以上のアフリカ人移民らが押し寄せて、国境のフェンスを乗り越える事件が発生。この際には、多くがスペイン領への侵入を阻止されたが、同年2月17日には再びフェンスを突破する事件が発生し、498人がスペイン側へ侵入を果たしている。

## 見所
- アスンシオン・デ・セウタ聖堂 - アラブ時代に建てられたモスクを前身とする。1415年にポルトガルがセウタを征服後、教会へ変えた。
- 城壁とサン・フェリペ壕 - ポルトガル時代から建設された、海上からの攻撃から都市を守るための防衛設備。
- アフリカの聖母教会 - エンリケ航海王子によって寄進された。
- 市役所建物 - 1926年建設
- グラン・カジノ
- アラブ浴場 - 13世紀の遺跡
- ローマ時代後期の教会 - 現在は博物館

- セウタ港へ入るユーロフェリー
- サン・フェリペ壕と城壁

## 姉妹都市
- イタリア アーチ・カテーナ
- スペイン アルヘシラス
- スペイン カディス
- スペイン メリージャ
- メキシコ グアダラハラ
- ポルトガル サンタレン